# Bernard Marszałek

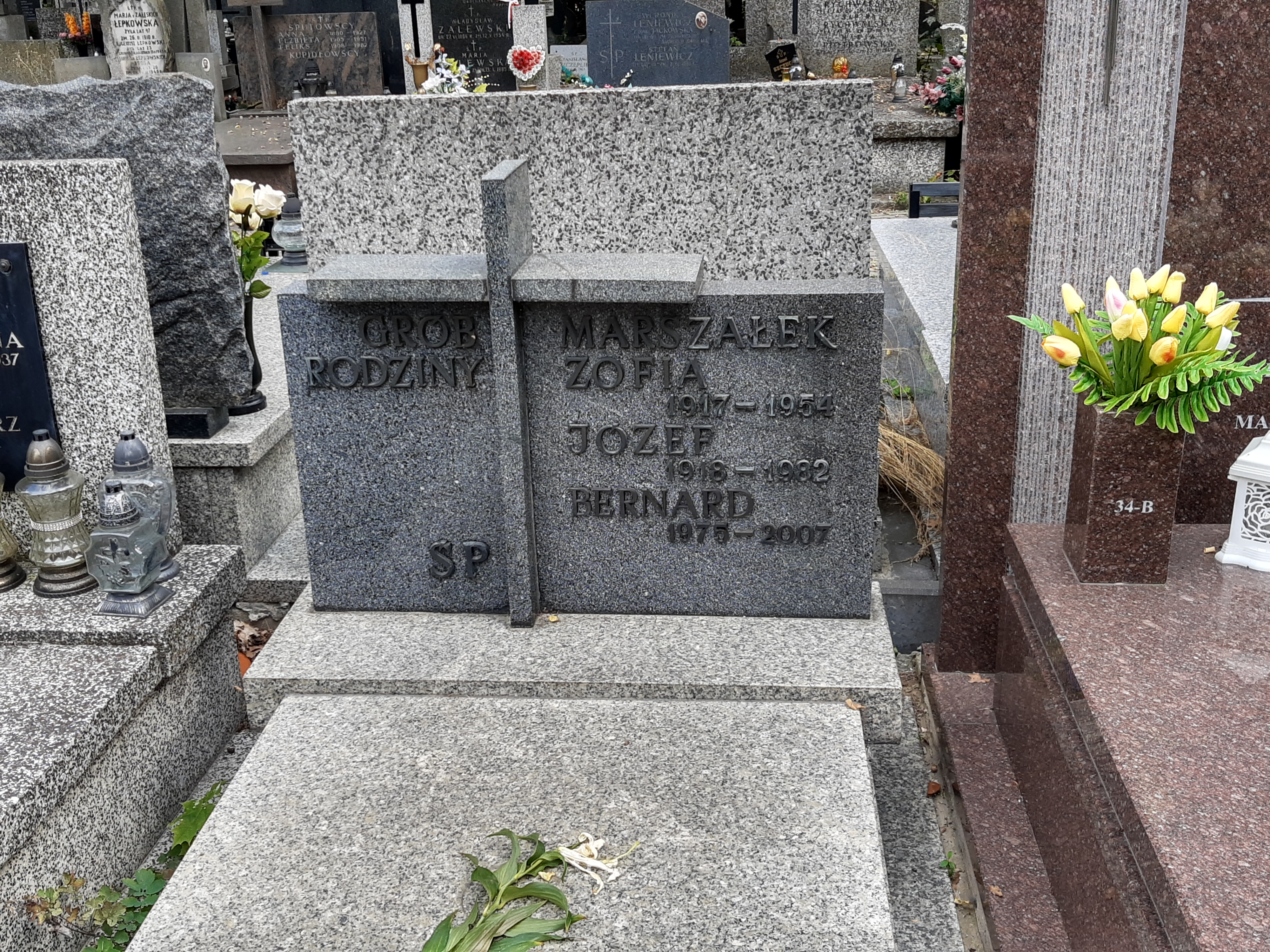
Grób Bernarda Marszałka na cmentarzu Bródnowskim

Bernard Waldemar Marszałek (ur. 28 lutego 1975, zm. 30 kwietnia 2007 w Warszawie) – polski motorowodniak, zawodnik klubu KS Polonia Warszawa.

## Życiorys

### Kariera sportowa
W 2002 wywalczył tytuł wicemistrza Europy w klasie O-350. W 2003 zdobył tytuł mistrza świata w klasie O-350 (Żnin) oraz tytuł mistrza Polski w klasie O-250. Jako jedyny w historii motorowodniactwa zdobył tytuł MŚ używając włoskich silników nie będąc Włochem. W 2003 znalazł się w pierwszej dziesiątce sportowców Plebiscytu Przeglądu Sportowego.
W 2004 w czeskiej miejscowości Podolsky Most podczas mistrzostw świata O-350, broniąc tytułu sprzed roku, Bernard uległ poważnemu wypadkowi, który spowodował uraz kręgosłupa. Ponadto okazało się, że Polski Związek Motorowodny nie ubezpieczył polskiego zawodnika, co stało się przyczyną problemów rodziny. W 2006 po rehabilitacji Bernard powrócił na tory motorowodne, w klasie O-700. Łódź i silnik produkcji włoskiej podarował mu ówczesny Prezydent Warszawy Lech Kaczyński. Zdobył wtedy brązowy medal mistrzostw Polski w klasie O-700.
W sezonie 2007 zamierzał walczyć o mistrzostwo świata i Europy w klasie O-700. Plany te pokrzyżowała śmierć sportowca 30 kwietnia 2007, prawdopodobnie na skutek ataku astmy, na którą cierpiał od dzieciństwa.
Został pochowany w grobie rodzinnym na cmentarzu bródnowskim (kwatera 34B-2-3).

### Działalność polityczna
We wrześniu 2006 wstąpił do Samoobrony RP. Bez powodzenia kandydował z jej listy do sejmiku mazowieckiego. Był też wymieniany jako kandydat Samoobrony RP na wiceministra sportu. Do objęcia przez niego tego urzędu jednak nie doszło.

## Odznaczenia
7 maja 2007, za osiągnięcia w sportach motorowodnych, został pośmiertnie odznaczony przez prezydenta Lecha Kaczyńskiego Złotym Krzyżem Zasługi.

## Życie prywatne
Był synem motorowodniaka Waldemara Marszałka oraz bratem Bartłomieja Marszałka, również motorowodniaka.